# Pi Centauri
Pi Centauri (π Cen, π Centauri) è una stella binaria nella costellazione del Centauro di magnitudine apparente media +3,90 e distante 321 anni luce dal sistema solare.

## Osservazione
Posta alla declinazione di -54° S è una stella dell'emisfero australe della Terra, dunque la sua osservazione è privilegiata nell'emisfero sud, mentre dall'emisfero nord risulta visibile solo più a sud della declinazione +35° N.

## Caratteristiche del sistema
Il sistema è composto da due stelle bianco-azzurre di sequenza principale di classe spettrale B5Vn e di magnitudine apparente rispettivamente di +4,3 e 5,0. Le due stelle ruotano attorno al comune centro di massa in un periodo di 39,18 anni. La massa totale delle componenti è di circa 9 masse solari